# حفل الألعاب الأولمبية
كانت احتفالات الألعاب الأولمبية للألعاب الأولمبية القديمة جزءًا لا يتجزأ من هذه الألعاب، وتمتلك الألعاب الأولمبية الحديثة مراسم افتتاح وختام وتوزيع الميداليات. تعود بعض عناصر الاحتفالات الحديثة إلى الألعاب القديمة التي استخلصت منها الألعاب الأولمبية الحديثة. ومن أمثلة ذلك بروز اليونان في حفلي الافتتاح والختام، إذ حصل الفائزون بالميداليات خلال ألعاب 2004 على تاج من أغصان الزيتون، والتي كانت إشارة مباشرة إلى الألعاب القديمة والتي كانت فيها جائزة المنتصر عبارة عن أكاليل الزيتون. إن العناصر المختلفة للاحتفالات هي التي يفرضها الميثاق الأولمبي، ولا يمكن تغييرها من قبل الدولة المضيفة. يتضمن هذا الشرط الخاص السعي من أجل الحصول على موافقة اللجنة الأولمبية الدولية (آي-أو-سي) من أجل الابداع في الجزء الفني من احتفالات الافتتاح والختام.
تطورت الاحتفالات على مر القرون. أدرجت الألعاب الأولمبية القديمة احتفالات بمناسبة بداية ونهاية كل دورة. توجد تشابهات واختلافات بين الاحتفالات الأولمبية القديمة ونظرائها المعاصرين. بينما تطورت عروض الألعاب بعد تحسينات التكنولوجيا ورغبة الدول المضيفة في إظهار التعابير الفنية الخاصة بها، وبقيت الأحداث الأساسية لكل حفل على حالها. استمر العرض التقديمي لاحتفالات الافتتاح والختام في زيادة نطاقه وحجمه وحسابه مع كل احتفال للألعاب، لكنه ما زال متقيدًا بالتقاليد. يقترح منظمو أولمبياد لوس أنجلوس لعام 2028 أن تُنظم حفلتي الافتتاح والختام لأول مرة عبر استادين مختلفين.

## النذر القديمة
تقدم الألعاب الأولمبية القديمة التي عقدت في اليونان حوالي 776 قبل الميلاد إلى حوالي 393 م الأمثلة الأولى على الاحتفالات الأولمبية. تتجلى عناصر احتفالات النصر القديمة في احتفالات الميداليات وحفل الختام في العصر الحديث، وغالبًا ما تضمنت احتفالًا وشربًا وغناء وإنشاد الشعر. كان المنتصر الأكثر ثراءً يسرف في الاحتفال. كُلل المنتصرون بإكليل من الزيتون أو تاج حُصد من شجرة خاصة في أولمبيا من قبل صبي اختير خصيصًا لهذا الغرض مستخدمُا منجلًا ذهبيًا. ينتهي المهرجان بقيام المنتصرين بتقديم وعود جليلة وتقديم تضحيات طقسية إلى مختلف الآلهة التي كانوا يدينون بها.
هناك أدلة على حدوث تغييرات جذرية في شكل الألعاب القديمة على مدار ما يقرب من 12 قرنًا احتُفل بها. في النهاية، بحلول الأولمبياد الـ 77 تقريبًا، أُنشئ برنامج قياسي يتكون من 18 حدثًا. من أجل افتتاح الألعاب في اليونان القديمة، وأقام المنظمون مهرجان تدشين. وأعقب ذلك حفل أقسم فيه الرياضيون القسم الرياضي. اختتمت المسابقة الأولى (المسابقة الفنية لعازفي الأبواق والمغنين) الاحتفالات الافتتاحية.

## الافتتاح
تمثل مراسم الافتتاح الأولمبية البداية الرسمية للألعاب الأولمبية. في الألعاب الأولمبية الأخيرة، بدأت المنافسة الرياضية قبل احتفالات الافتتاح. على سبيل المثال، بدأت مسابقات كرة القدم للرجال والنساء في أولمبياد صيف 2008 قبل يومين من احتفالات الافتتاح. أصبحت الألعاب الأولمبية الشتوية لعام 2014 أول ألعاب شتوية تعقد منافسات قبل حفل الافتتاح. 
حسب التكليف الصادر بالميثاق الأولمبي، هناك عناصر مختلفة تؤطر مراسم الافتتاح للاحتفال بالألعاب الأولمبية. قُررت معظم هذه الطقوس في دورة الالعاب الاولمبية الصيفية لعام 1920 في أنتويرب في بلجيكا.

### البرنامج الفني
البرنامج الفني هو ما يخلق العنصر الخصوصي لكل حفل. تضمنت رؤية كوبرتين الأولية للأولمبياد الحديثة كلًا من المسابقات الرياضية والإنجازات الفنية. مع تطور الألعاب الأولمبية الحديثة إلى احتفال بالرياضة، يمكن للمرء أن يرى في حفل الافتتاح أقصى ما يكون في مثالية كوبرتين. تعد مراسم الافتتاح من الطقوس المهمة للألعاب الأولمبية التي تمثل مجموعة واسعة من الميزات مثل الصفات والرسائل المماثلة التي تربط بين القضايا المحلية والعالمية، وكذلك أوجه التشابه الثقافي على نفس النطاقات. يسمح البرنامج الفني للاحتفالات للدولة المضيفة بعرض ماضيها وأهدافها المستقبلية بطريقة شاملة. تبدأ الاحتفالات عادة برفع علم الدولة المضيفة وأداء نشيدها الوطني. ثم تقدم الدولة المضيفة عروضًا فنية موسيقية وغنائية وعروض رقص ومسرح تمثل ثقافتها وتاريخها وشعار اللعبة الأولمبية الحالي. استمرت العروض الفنية في النمو من حيث الحجم والتعقيد منذ الألعاب الأولمبية الصيفية لعام 1980 في موسكو. على سبيل المثال، تكلف حفل الافتتاح في أولمبياد بكين 100 مليون دولار، مع تكبد جزء كبير من التكلفة في الجزء الفني من الحفل.

### موكب الأمم
يبدأ الجزء التقليدي من الاحتفالات بـ «موكب الأمم»، إذ يسير معظم الرياضيين المشاركين إلى الاستاد، كل دولة على حدة. المشاركة ليست إلزامية على الرياضيين نظرًا لأن بعض الأحداث الأولى للألعاب قد تبدأ في اليوم السابق، أو في نفس اليوم أو في اليوم التالي للاحتفالات، فقد يختار الرياضيون المتنافسون في هذه الأحداث المبكرة عدم المشاركة في الموكب.
تمتلك كل دولة مضيفة موضوعًا معينًا خلال الموكب، إذ يتمثل هدف الدولة المضيفة في تمثيل هويتها الثقافية وإظهار مكانتها في المجتمع للعالم الخارجي. على سبيل المثال، في أولمبياد بكين 2008 كان الشعار هو «الوحدة». في 12 مايو 2008، وقع زلزال مدمر في سيتشوان، وباعتبارها دولة مضيفة، أرادت الصين أن تتذكر هذا الحدث المأساوي من خلال قيام ياو مينغ، أسطورة كرة السلة الصينية، بالسير جنبًا إلى جنب مع لين هاو، صبي يبلغ من العمر تسع سنوات الذي أنقذ بعض زملائه في الفصل أثناء الزلزال. 
يرأس وفد كل بلد علامة تحمل اسم بلدهم وعلم أمتهم. تقليديًا، منذ الأولمبياد الصيفية عام 1928، دخلت اليونان دائمًا أولًا وتقود العرض نظرًا للمكانة التاريخية كصاحبة للأولمبياد، ودخلت الدولة المضيفة أخيرًا. تدخل جميع الفرق المشاركة الأخرى بعد اليونان وقبل الدولة المضيفة، بترتيب أبجدي وفقًا للغة التي تختارها اللجنة المنظمة لتلك الألعاب، والتي عادة ما تكون اللغة السائدة في منطقة البلد المضيف. يعلن المذيعون عن اسم كل بلد باللغات الإنجليزية والفرنسية واللغة السائدة في منطقة البلد المضيف إذا لم تكن الإنجليزية أو الفرنسية هي اللغة السائدة. بدءًا من الألعاب الأولمبية الصيفية لعام 2020، ستنطلق الدولة المضيفة التالية للألعاب الأولمبية (الصيف أو الشتاء) مباشرة قبل المضيف الحالي بترتيب تنازلي. لذلك، في عام 2020 (على سبيل المثال): ستتبع اليابان البلد المضيف الولايات المتحدة وفرنسا على التوالي باعتبارها الدول الثلاث الأخيرة في المسيرة. أيضًا، فإن الفريق الأولمبي للاجئين سيتبع اليونان الآن بصفته ثاني فريق يدخل.
في الألعاب الأولمبية الصيفية لعام 2004 في أثينا، قاد العلم اليوناني العرض، بينما دخل المنتخب اليوناني أخيرًا، باعتبارها الدولة المضيفة، دخلت سانت لوسيا (باللغة اليونانية  α Λουκία) أولًا. في الألعاب الأولمبية الصيفية لعام 1992 في برشلونة، كانت كل من الإسبانية والكتالونية لغتين رسميتين للألعاب، ولكن نظرًا للحساسية السياسية المحيطة باستخدام الكتالونية، دخلت الدول بالترتيب الأبجدي الفرنسي. بسبب مشاكل النطق اليابانية، فإن جميع الألعاب الأربع التي تقام في اليابان، بما في ذلك الألعاب الأولمبية الصيفية لعام 2020 القادمة، قد جعلت الدول تدخل بالترتيب الأبجدي في اللغة الإنجليزية بدلًا من الأحرف اليابانية. في الألعاب الأولمبية الصيفية لعام 2008، رُتبت الفرق حسب عدد الإيقاعات في الترجمة الصينية لاسم الفريق، من المتوقع أن يحدث هذا مرة أخرى في الألعاب الأولمبية الشتوية 2022. في دورة الألعاب الأولمبية الشتوية لعام 2010، دخلت الفرق بترتيب أبجدي باللغة الإنجليزية، على الرغم من أن اللغات الأولمبية هي أيضًا لغات البلد المضيف (كندا) لأن اللغة الإنجليزية هي الأكثر هيمنة في فانكوفر وفي مقاطعة كولومبيا البريطانية المضيفة. في الألعاب الأولمبية الصيفية لعام 1980 والأولمبياد الشتوية لعام 2014، دخلت البلدان بالترتيب الأبجدي السيريلي، وهو النص الرسمي للغة الروسية، بينما في الألعاب الأولمبية الصيفية لعام 1988 والألعاب الأولمبية الشتوية لعام 2018، دخلت البلدان بترتيب هانغول الأبجدي، وهو النص الرسمي للغة الكورية.